# Niepiekła
Niepiekła – wieś sołecka w Polsce położona w województwie mazowieckim, w powiecie płońskim, w gminie Załuski.
W latach 1975–1998 miejscowość administracyjnie należała do województwa ciechanowskiego.
Wieś wzięła prawdopodobnie nazwę od wojskiego zakroczymskiego o imieniu Niepiekło (Nepeklo tribunus zacroczimiensi). Tenże Niepiekło w roku 1376 potwierdził przywilej księcia mazowieckiego Janusza Starszego dla kmieci z Kosewa. [źródło - Nowy Kodeks Dyplomatyczny Mazowiecki, AGAD]. W pierwszej połowie XV wieku Niepiekły i sąsiednie Załuski należały do rodu Rawitów. W dokumentach z lat 1424-1427 wymienieni są współwłaściciele wsi Niepiekły: wożny zakroczymski Przedbor de Nyepekly i jego matka Elżbieta - wdowa po Marcinie, Jan zwany "Szoszta", Piotr, Wiszon, Anna z siostrami, Łukasz, Falisław, Mikołaj. W 1430 roku Ścibor "de Nyepyecli" i "de Zalusky" przeniósł się wraz z synami na Podlasie, do Ziemi Drohickiej, gdzie założyli wieś której nadali nazwę Niepiekły, na pamiątkę poprzedniej. Wieś ta została zniszczona w 1831 roku. [źródła: Metryka Księstwa Mazowieckiego, Księgi Sądowe Zakroczymskie, Księgi Grodzkie Drohickie, AGAD].